# Sauðafell (kulle i Island, Austurland, lat 65,57, long -14,90)
Sauðafell är en kulle i republiken Island. Den ligger i regionen Austurland, 400 km öster om huvudstaden Reykjavík. Toppen på Sauðafell är 727 meter över havet, eller 85 meter över den omgivande terrängen. Bredden vid basen är 2,4 km.
Trakten runt Sauðafell är nära nog obefolkad, med mindre än två invånare per kvadratkilometer. Det finns inga samhällen i närheten. Trakten runt Sauðafell består i huvudsak av gräsmarker.